# Campimetria

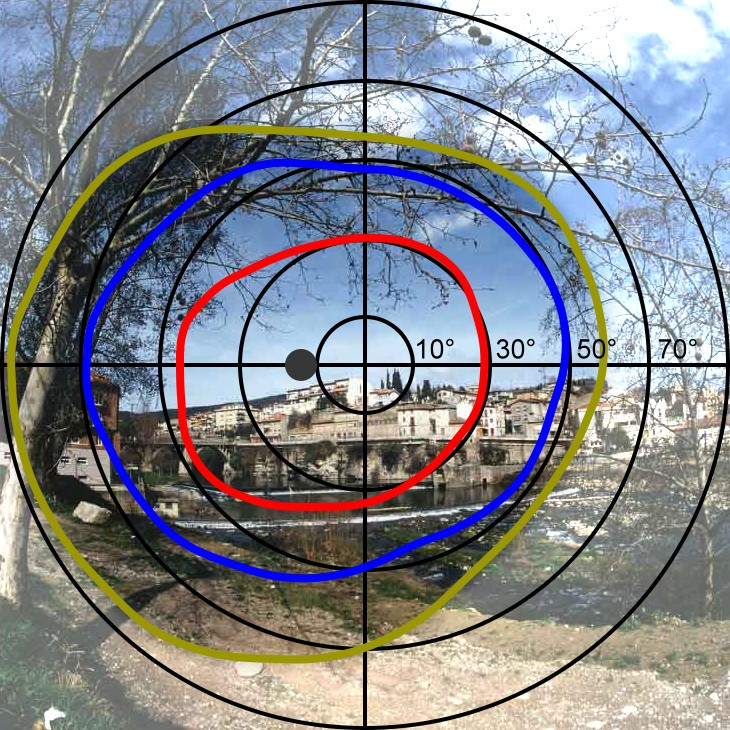
Camp de visió de l'ull esquerre humà : la corba vermella/blava tanca l'àrea on la retina és sensible al color vermell/blau. La corba verda es troba entremig i s'omet. La corba groc fosc tanca tot el camp de visió. Cercle fosc: punt cec.

La campimetria és la prova que es realitza mitjançant un instrument anomenat campímetre, que busca estudiar el camp visual i detectar els seus possibles defectes.
El principal obectiu d'aquesta prova és controlar l'evolució del glaucoma i detectar lesions en el nervi òptic i malalties diverses que afecten el camp visual i que poden portar a la pèrdua d'aquest.

## Prova
La campimetria automatitzada és la que es fa avui dia, encara que existeixen maneres de fer-la molt més primitives. El campímetre és un aparell amb forma de mitja esfera buida, com la conca d'un ull. Cada ull pot tenir característiques diferents, per tant d'examinarà primer un i després l'altre, per a detectar on està realment el problema.
Una vegada fet això, el pacient col·loca el cap en els suports que hi ha davant de la mitja esfera. Dins d'aquesta, l'aparell va emetent uns petits punts lluminosos en llocs diferents. El pacient ha de prémer un botó cada vegada que vegi uns d'aquests punts de llum. Posteriorment es repeteix la maniobra amb l'altre ull, i l'anterior tancat o tapat.
Existeixen diversos inconvenients a l'hora de fer la prova, com l'edat del pacient. La participació que se'n requereix és important, per tant no és fiable en cas d'infants o persones d'avançada edat, ja que els resultats podrien veure's afectats per diverses circumstàncies, com ara la durada de la prova, la fatiga del pacient, el seu estat d'ànim o, fins i tot, l'aprenentatge. Tot i així, la campimetría és la millor manera de detectar si existeixen deformacions o defectes en la retina o el nervi òptic que afectin el camp visual. Les dades que aporta aquesta prova són de gran interès per a oftalmòlegs i neuròlegs, ja que els permeten detectar depressions en el camp visual d'un sol ull (escotomes) o generals (que afecten tots dos ulls).

## Malalties detectables
En general, la campimetria és una bona eina que permet a l'oftalmòleg diagnosticar problemes oculars com el glaucoma, així com el seu procés evolutiu, la retinosi pigmentària o lesions del nervi òptic. De fet, el diagnòstic precoç de problemes oculars com el glaucoma, permet, en molts casos, avançar-se a la presència d'un altre tipus de malalties, com poden ser malalties degeneratives, diabetis, problemes cardiovasculars com la hipertensió arterial o, fins i tot, alguns tipus de càncer.

## Tipus[2]

### Ampimetria dinàmica o de Goldman
És el sistema que ja hem esmentat i, probablement, un dels més utilitzats actualment. Com hem dit abans, el pacient haurà d'indicar quan percep un feix lluminós amb cadascun dels seus ulls en proves diferenciades per a cadascun d'ells.

### Camipetria automatitzada o estàtica
Aquest tipus de campimetría està desenvolupada a partir de l'anterior. La principal diferències és que la prova és automàtica; el programari de l'ordinador associat és el que emet els feixos de llum en sèries concretes i determinades. El principal avantatge d'aquest sistema és que permet una major objectivitat quan es comparen els resultats, ja que els feixos de llum són els mateixos que el pacient va experimentar en proves anteriors. D'aquesta manera, es pot observar l'evolució del camp visual del pacient amb dades concretes i objectius, que puguin ser comparables a les proves realitzades amb anterioritat.
Aquest tipus de campimetría està guanyant cada vegada més espai en les consultes oftalmològiques, i el més probable és que acabi substituint a la campimetría de Goldman original.

### Campimetria per confrontació de camps
Es tracta d'una tècnica bàsica de campimetría que no requereix d'equipament addicional. Es realitza mitjançant la confrontació entre el pacient i l'examinador. Per a això, es col·locaran un enfront de l'altre i mouran l'ull que s'estigui examinant en diferents direccions. Si l'examinador percep més objectes que el pacient, és indicatiu d'una pèrdua de camp de visió per part del segon. És una tècnica bàsica que tendeix a ser substituïda per les campimetrías més avançades que usen equips més desenvolupats.

### Pantalla tangent
Aquest sistema utilitza una pantalla negra situada a un metre de distància del pacient, que ha d'indicar el moment en el qual percep un punt blanc que s'aproxima cap al centre de la pantalla des dels extrems. Aquesta fase de la prova es repeteix en diverses ocasions, la qual cosa permet crear un mapa de punts blancs que indiquen on comença el camp visual del pacient i on es perd.